# Aporosa latifolia
Aporosa latifolia är en emblikaväxtart som beskrevs av Alexander Moon och George Henry Kendrick Thwaites. Aporosa latifolia ingår i släktet Aporosa och familjen emblikaväxter. Inga underarter finns listade i Catalogue of Life.